# Papa Gregorio VI
Gregorio VI, nato Giovanni dei Graziani detto Graziano (Roma, ... – Colonia, ottobre/dicembre 1047), è stato il 148º papa della Chiesa cattolica dal 1045 al 20 dicembre 1046.
Gregorio VI succedette a papa Benedetto IX, suo figlioccio (che gli vendette il papato per 2000 librae). È stato il quinto papa ad aver rinunciato dal ministero petrino, dopo Clemente I, Ponziano, Silverio e Benedetto IX.

## Biografia
Proveniente probabilmente dalla famiglia dei Pierleoni, non si sa nulla della sua data di nascita. Le prime testimonianze riportano che Graziano era, al momento dell'elezione, arciprete di San Giovanni a Porta Latina.

### L'acquisto del ministero petrino
Fino al 1045 Graziano era un semplice presbitero. Regnava sulla Chiesa papa Benedetto IX. Nel settembre 1044 Benedetto fu cacciato da Roma e, dopo una serie di sanguinose lotte durate quattro mesi, il 13 gennaio 1045 fu dichiarato deposto dal popolo, su istigazione dei Crescenzi e di Gerardo di Galeria. Fu proclamato papa (sempre dal popolo per volere dei Crescenzi e di Gerardo) Giovanni Crescenzi Ottaviani, vescovo di Sabina, con il nome di Silvestro III (20 gennaio 1045). In aprile Benedetto IX tornò a Roma e rinnovò la sua pretesa al papato, sostenendo che, non essendo mai stato deposto da un sinodo di vescovi regolarmente convocato, formalmente era ancora il pontefice regnante, mentre Silvestro era un usurpatore. Benedetto si riprese il papato, cacciandone con la forza Silvestro, ma poi vendette il titolo al suo padrino Graziano con una formula ufficiale di abdicazione e designando lui come suo successore, senza tenere in conto Silvestro, ritenuto un intruso.
Graziano aveva fama di uomo pio e la sua elezione venne accolta con favore, tanto che San Pier Damiani, probabilmente ignorando com'egli avesse ottenuto il papato, lo salutò dicendo di lui che «...finalmente la colomba era tornata all'arca con il ramo d'ulivo», e che con la sua elezione finalmente era stato inferto un duro colpo alla simonia. A dimostrazione di questa sua buona fede, Gregorio aveva come cappellano personale Ildebrando da Soana, un giovane monaco già famoso per la sua volontà riformatrice.

### Il Concilio di Sutri e l'abdicazione
Tuttavia la presenza di altri due pretendenti e il modo con cui Graziano era giunto al Soglio Pontificio erano inaccettabili per Enrico III di Franconia, che volle essere incoronato imperatore in Roma e che desiderava porre mano ad una severa riforma della Chiesa. Enrico quindi scese in Italia, ove fu accolto con tutti gli onori a Milano, dove ricevette dall'arcivescovo Guido da Velate la corona ferrea. Poi incontrò il pontefice a Piacenza. Infine fu convocato un sinodo a Sutri, circa 40 km a nord di Roma, in un luogo che non risentiva delle tensioni in atto dell'Urbe. Dinanzi all'assemblea, Gregorio confessò che aveva, "in buona fede e semplicità", comprato il papato da Benedetto IX il 1º maggio 1045. Il concilio convocò i tre pretendenti al papato. Benedetto IX fu dichiarato già decaduto (e in più scomunicato poiché non si era presentato al giudizio). Quanto a Silvestro III e Gregorio VI, le loro rivendicazioni furono rapidamente rifiutate. Silvestro fu privato della dignità sacerdotale e fu esiliato in un monastero (ma la sua pena fu commutata in una sorta di "esilio dorato" nella Sabina, poiché tornò ad essere vescovo di quella diocesi). Gregorio VI fu invitato ad abdicare. Egli si sottomise e pronunciò la seguente formula:
Il concilio terminò il 23 dicembre.

### L'esilio e la morte
Giovanni Graziano, non più Gregorio VI, fu inviato in Germania e affidato alla custodia del vescovo di Colonia Ermanno, e morì l'anno seguente (1047). Intanto gli era successo papa Clemente II, che morì lo stesso anno, ma qualche tempo prima di Gregorio; quando Clemente morì, molti (tra cui il vescovo Wazone di Liegi) chiesero a Enrico di reintegrare Graziano, poiché lo consideravano pontefice legittimo ingiustamente costretto ad abdicare: Enrico rifiutò, ma Graziano morì (con al fianco l'amico Ildebrando che l'aveva seguito in esilio) poco dopo, ponendo fine a ogni discussione; poi Enrico espresse la sua preferenza per Poppone di Bressanone, che divenne papa Damaso II.